# Albert Manfred
Albert Zacharowicz Manfred (ros. Альберт Захарович Манфред, ur. 15 sierpnia?/28 sierpnia 1906 w Petersburgu, zm. 16 grudnia 1976 w Moskwie) – profesor, radziecki historyk, specjalizujący się w tematyce francuskiej.

## Życiorys
Urodzony w rodzinie prawniczej. Studiował w Instytucie Historii Rosyjskiej Akademii Nauk, w latach 1937-1940 więziony, od 1945 pracownik naukowy Instytutu Historii Akademii Nauk ZSRR, członek radzieckich gremiów i towarzystw naukowych, doctor honoris causa Uniwersytetu w Clermond-Ferrand. Specjalizował się w historii Francji okresu rewolucji, epoki napoleońskiej i Komuny Paryskiej. 
Bratem jego matki był malarz Léon Bakst.

## Książki
- Napoleon Bonaparte (wyd. rosyjskie 1971, 3 wydania w Polsce w latach 1981-86, wydanie czeskie, hiszpańskie)
- Rousseau, Mirabeau, Robespierre: trzy portrety z epoki Wielkiej Rewolucji Francuskiej (wyd. polskie 1988, wydanie francuskie, niemieckie, portugalskie, włoskie; wydawano także osobno sylwetkę Robespierre - po węgiersku, niemiecku, fińsku)
- La Grande Révolution française bourgeoise du XVIII siècle (wyd. rosyjskie 1956, francuskie pod tym tytułem 1961)